# Chelsea Marshall
Pour les articles homonymes, voir Marshall.
Chelsea Marshall est une skieuse alpine américaine, née le 14 août 1986 à Randolph (Vermont).

## Biographie
En activité dans les courses FIS depuis la saison 2001-2002, elle reçoit sa première sélection en équipe nationale en 2005 pour les Championnats du monde junior.
Elle fait ses débuts en Coupe du monde en décembre 2006. Elle marque ses premiers points en février 2008 en prenant la 8e place de la descente de Sestrières.
Aux Championnats du monde 2009, à Val d'Isère, elle est 27e de la descente.
Aux Jeux olympiques d'hiver de 2010, à Vancouver, elle ne termine pas le super G.
Au niveau continental, elle finit deuxième de la Coupe nord-américaine de ski alpin en 2008, année où elle remporte le classement de la descente et du super G.

## Palmarès

### Jeux olympiques d'hiver
| Épreuve / Édition | Vancouver 2010 |
| Super G           | Abandon        |

### Championnats du monde
| Épreuve / Édition | Val d'Isère 2009 |
| Descente          | 27e              |
| Super combiné     | Abandon          |

### Coupe du monde
- Meilleur classement général : 71e en 2010.

#### Classements par saison
| Saison/Classement | Général | Descente | Super G | Combiné |
| Saison/Classement | Class.  | Class.   | Class.  | Class.  |
| ----------------- | ------- | -------- | ------- | ------- |
| 2008              | 80e     | 34e      | -       | 37e     |
| 2009              | 89e     | 39e      | 36e     | 42e     |
| 2010              | 71e     | 30e      | 43e     | -       |
| 2011              | 102e    | 36e      | -       | -       |
| 2012              | 114e    | 47e      | -       | -       |

### Coupe nord-américaine
- 2e du classement en 2008.
- 18 podiums, dont 2 victoires.